# Giovanni Piccolomini
Giovanni Piccolomini de Siena (9 de outubro de 1475 - 21 de novembro de 1537) foi um cardeal italiano, Decano do Colégio dos Cardeais.

## Biografia
Foi o segundo filho de Andrea Todeschini Piccolomini e Agnese Farnese, duas famílias tradicionais. Era sobrinho-neto do Papa Pio II e sobrinho do Papa Pio III. Embora não se tenha informações sobre sua educação, consta que era ilustrado.

## Vida religiosa
Foi eleito arcebispo de Siena em 1503, permanecendo na Sé até 7 de abril de 1529. Participou do V Concílio de Latrão.  Abade commendatario de San Galgano, 1516-1522; ao mesmo tempo, foi legado a latere na República de Siena, sendo o principal conselheiro dos seus regentes.
Foi criado cardeal-presbítero em consistório realizado em 1 de julho de 1517, pelo Papa Leão X, recebendo o barrete cardinalício e o título de Santa Sabina em 6 de julho. Camerlengo do Sagrado Colégio dos Cardeais, 7 de janeiro de 1521 a 6 de fevereiro de 1523. Em 11 de junho de 1521, passa para o título de Santa Balbina.
Bispo de Sitten em 1522. Em 6 de julho de 1523, é nomeado administrador apostólico de L'Aquila, resignando em 3 de julho de 1525. Em 24 de julho de 1524, promovido para a ordem dos cardeais-bispos, assumindo a sé suburbicária de Albano. Nesse mesmo ano, em 14 de novembro, é nomeado administrador de Umbriatico, ficando nesse cargo até 20 de março de 1531. Ele foi maltratado pelas tropas imperiais durante o Saque de Roma de 1527.
Em 22 de setembro de 1531, passa ao título de bispo de Palestrina onde fica até 26 de setembro de 1533, quando é transferido para Porto e Santa Rufina. Em 1532, foi nomeado Administrador de L'Aquila. Vice-reitor do Sagrado Colégio dos Cardeais. Foi legado a latere, junto com o cardeal Alessandro Cesarini, para o Sacro Imperador Carlos V, congratulando-o pela vitória na Tunísia. Em 26 de fevereiro de 1535, torna-se Decano do Colégio dos Cardeais e assim, assume a suburbicária de Ostia–Velletri.
Foi um grande benfeitor e protetor de intelectuais e artistas. Faleceu em  21 de novembro de 1537, em Siena, onde foi enterrado, na Catedral Metropolitana.

## Conclaves
- Conclave de 1521–1522 - participou da eleição do Papa Adriano VI
- Conclave de 1523 - participou da eleição do Papa Clemente VII
- Conclave de 1534 - participou da eleição do Papa Paulo III